# Claire Doutriaux
Claire Doutriaux (* 10. Februar 1954 in Valenciennes) ist eine französische Filmproduzentin.

## Leben
Doutriaux studierte in Paris Germanistik und Wirtschaftswissenschaften und ging 1974 nach Hamburg, wo sie zwei Filmkunsttheater leitete. Sie drehte in den 1980er Jahren Dokumentarfilme. 1986 wechselte sie zu "La sept", dem Vorläufer des TV-Senders ARTE, für den sie 1990 nach Frankreich zurückkehrte. Nach Stationen in der Dokumentarfilmabteilung und bei dem Magazin Brut leitet sie seit 1998 das Atelier de recherche bei ARTE France, welches seit 2004 die von ihr konzipierte Sendung Karambolage zeigt.

## Auszeichnungen
- 1989 erhielt die den Deutsch-Französischen Journalistenpreis für Ich sage nichts, WDR, La Sept[2]
- 2006 bekam sie für den Adolf-Grimme-Preis in der Kategorie „Spezial“ für die Sendung Karambolage.[1]
- Sie wurde 2017 zum Chevalier de la Légion d’Honneur ernannt.[3]